# Agente de liberação de dopamina
Um agente de liberação de dopamina (DRA) é um tipo de fármaco que induz a liberação de dopamina. Nenhum DRA seletivo é conhecido atualmente. No entanto, muitos agentes de liberação de dopamina e norepinefrina (agentes de liberação de noradrenalina e dopamina, ou NDRAs) e de serotonina, norepinefrina e dopamina são conhecidos (agentes de liberação de serotonina-norepinefrina-dopamina. ou SNDRAs). Os agentes liberadores de serotonina-dopamina não são seletivos para a liberação de monoamina. Exemplos de NDRAs incluem anfetamina e metanfetamina, e um exemplo de SNDRA é o MDMA. O fármaco liberador de dopamina mais seletivo é o 4-metilaminorex, mas que também conta com uma atividade considerável como liberador de norepinefrina. Essas drogas são frequentemente usadas para fins recreativos e consideradas drogas de abuso.
Um tipo de droga intimamente relacionado são os inibidores da recaptação de dopamina (IRD). Vários IRDs seletivos são conhecidos, em contraste com o caso dos DRAs. Quanto ao mecanismo de ação no transportador de dopamina (DAT), a  liberação de dopamina ocorre por entropia. Enquanto que para inibidores de recaptação de dopamina, o mecanismo de ação é conduzido por entalpia.
Existem algumas evidências in vitro de que a amineptina, um antidepressivo IRD, além de inibir a recaptação da dopamina, pode inibidr seletivamente a liberação pré-sináptica de dopamina sem afetar a da noradrenalina ou da serotonina.